# Житинцы (Бердичевский район)
Житинцы (укр. Житинці) — село на Украине, основано в 1591 году, находится в Бердичевском районе Житомирской области.
Код КОАТУУ — 1820880602. Население по переписи 2001 года составляет 154 человека. Почтовый индекс — 13370. Телефонный код — 41-43. Занимает площадь 0,99 км².

## Адрес местного совета
13370, Житомирская область, Бердичевский р-н, с.Быстрик, ул.Шевченко, 16